# Az Atlanta epizódjainak listája
Ez a lap az Atlanta című sorozat epizódjait tartalmazza.

## Évados áttekintés
| Évad | Évad | Részek száma | Részek száma | Eredeti sugárzás     | Eredeti sugárzás   | Eredeti adó | Magyar sugárzás    | Magyar sugárzás    | Magyar adó |
| Évad | Évad | Részek száma | Részek száma | Évadbemutató         | Évadzáró           | Eredeti adó | Évadbemutató       | Évadzáró           | Magyar adó |
| ---- | ---- | ------------ | ------------ | -------------------- | ------------------ | ----------- | ------------------ | ------------------ | ---------- |
|      | 1.   | 10           | 10           | 2016. szeptember 6.  | 2016. november 1.  | FX          | 2017. január 13.   | 2017. március 10.  | FOX        |
|      | 2.   | 11           | 11           | 2018. március 1.     | 2018. május 10.    | FX          | 2019. december 19. | 2019. december 19. | FOX+       |
|      | 3.   | 10           | 10           | 2022. március 24.    | 2022. május 19.    | FX          | 2022. november 2.  | 2022. november 2.  | Disney+    |
|      | 4.   | 10           | 10           | 2022. szeptember 15. | 2022. november 10. | FX          | 2022. december 28. | 2022. december 28. | Disney+    |

## Epizódok

### 1. évad (2016)
| Sor. | Év. | Cím                                         | Rendező       | Író                            | Premier                               | Nézettség   |
| ---- | --- | ------------------------------------------- | ------------- | ------------------------------ | ------------------------------------- | ----------- |
| 1.   | 1.  | A nagy durranás (The Big Bang)              | Hiro Murai    | Donald Glover                  | 2016. szeptember 6. 2017. január 13.  | 1,08 millió |
| 2.   | 2.  | Szigorú szabályok (Streets on Lock)         | Hiro Murai    | Stephen Glover                 | 2016. szeptember 6. 2017. január 13.  | 0,96 millió |
| 3.   | 3.  | Le vagyok égve (Go for Broke)               | Hiro Murai    | Stephen Glover                 | 2016. szeptember 13. 2017. január 20. | 1,07 millió |
| 4.   | 4.  | A Streisand-effektus (The Streisand Effect) | Hiro Murai    | Donald Glover                  | 2016. szeptember 20. 2017. január 27. | 0,92 millió |
| 5.   | 5.  | Bieber mindig nyer (Nobody Beats the Biebs) | Hiro Murai    | Stephen Glover                 | 2016. szeptember 27. 2017. február 3. | 0,86 millió |
| 6.   | 6.  | Érték (Value)                               | Donald Glover | Donald Glove, Stefani Robinson | 2016. október 4. 2017. február 10.    | 0,83 millió |
| 7.   | 7.  | Feketén-fehéren (B.A.N.)                    | Donald Glover | Donald Glover                  | 2016. október 11. 2017. február 17.   | 0,77 millió |
| 8.   | 8.  | A klub (The Club)                           | Hiro Murai    | Jamal Olori                    | 2016. október 18. 2017. február 24.   | 0,95 millió |
| 9.   | 9.  | A szabadság napja (Juneteenth)              | Janicza Bravo | Stefani Robinson               | 2016. október 25. 2017. március 3.    | 0,65 millió |
| 10.  | 10. | A dzseki (The Jacket)                       | Hiro Murai    | Stephen Glover                 | 2016. november 1. 2017. március 10.   | 0,79 millió |

### 2. évad (2018)
| Sor. | Év. | Cím                                      | Rendező       | Író              | Premier                              | Nézettség   |
| ---- | --- | ---------------------------------------- | ------------- | ---------------- | ------------------------------------ | ----------- |
| 11.  | 1.  | Aligátorember (Alligator Man)            | Hiro Murai    | Donald Glover    | 2018. március 1. 2019. december 19.  | 0,85 millió |
| 12.  | 2.  | Durva hullámok (Sportin' Waves)          | Hiro Murai    | Stephen Glover   | 2018. március 8. 2019. december 19.  | 0,71 millió |
| 13.  | 3.  | Pénzes csávó (Money Bag Shawty)          | Hiro Murai    | Stephen Glover   | 2018. március 15. 2019. december 19. | 0,56 millió |
| 14.  | 4.  | Helen (Helen)                            | Amy Seimetz   | Taofik Kolade    | 2018. március 22. 2019. december 19. | 0,50 millió |
| 15.  | 5.  | Barbershop (Barbershop)                  | Donald Glover | Stefani Robinson | 2018. március 29. 2019. december 19. | 0,61 millió |
| 16.  | 6.  | Teddy Perkins (Teddy Perkins)            | Hiro Murai    | Donald Glover    | 2018. április 5. 2019. december 19.  | 0,78 millió |
| 17.  | 7.  | Pezsgőapuci (Champagne Papi)             | Amy Seimetz   | Ibra Ake         | 2018. április 12. 2019. december 19. | 0,69 millió |
| 18.  | 8.  | Erdő (Woods)                             | Hiro Murai    | Stefani Robinson | 2018. április 19. 2019. december 19. | 0,60 millió |
| 19.  | 9.  | A határtól északra (North of the Border) | Hiro Murai    | Jamal Olori      | 2018. április 26. 2019. december 19. | 0,49 millió |
| 20.  | 10. | Fubu (FUBU)                              | Donald Glover | Stephen Glover   | 2018. május 3. 2019. december 19.    | 0,69 millió |
| 21.  | 11. | Rákok a hordóban (Crabs in a Barrel)     | Hiro Murai    | Stephen Glover   | 2018. május 10. 2019. december 19.   | 0,55 millió |

### 3. évad (2022)
| Sor. | Év. | Cím                                                       | Rendező       | Író              | Premier                             | Nézettség   |
| ---- | --- | --------------------------------------------------------- | ------------- | ---------------- | ----------------------------------- | ----------- |
| 22.  | 1.  | Három pofon (Three Slaps)                                 | Hiro Murai    | Stephen Glover   | 2022. március 24. 2022. november 2. | 0,31 millió |
| 23.  | 2.  | Sinterklaas a városba jön (Sinterklaas is Coming to Town) | Hiro Murai    | Janine Nabers    | 2022. március 24. 2022. november 2. | 0,29 millió |
| 24.  | 3.  | Az öreg halász és az éger (The Old Man and the Tree)      | Hiro Murai    | Taofik Kolade    | 2022. március 31. 2022. november 2. | 0,28 millió |
| 25.  | 4.  | A nagy törlesztés (The Big Payback)                       | Hiro Murai    | Francesca Sloane | 2022. április 7. 2022. november 2.  | 0,26 millió |
| 26.  | 5.  | Támad a rák (Cancer Attack)                               | Hiro Murai    | Jamal Olori      | 2022. április 14. 2022. november 2. | 0,29 millió |
| 27.  | 6.  | Fehér divat (White Fasion)                                | Ibra Ake      | Ibra Ake         | 2022. április 21. 2022. november 2. | 0,20 millió |
| 28.  | 7.  | Trini tetőtől talpig (Trini 2 De Bone)                    | Donald Glover | Jordan Temple    | 2022. április 28. 2022. november 2. | 0,15 millió |
| 29.  | 8.  | New Jazz (New Jazz)                                       | Hiro Murai    | Donald Glover    | 2022. május 5. 2022. november 2.    | 0,31 millió |
| 30.  | 9.  | Zsíros és csóró műmájer kamufeka (Rich Wigga, Poor Wigga) | Donald Glover | Donald Glover    | 2022. május 12. 2022. november 2.   | 0,23 millió |
| 31.  | 10. | Tarrare (Tarrare)                                         | Donald Glover | Stefani Robinson | 2022. május 19. 2022. november 2.   | 0,15 millió |

### 4. évad (2022)
| Sor. | Év. | Cím                                                         | Rendező       | Író                                     | Premier                                 | Nézettség   |
| ---- | --- | ----------------------------------------------------------- | ------------- | --------------------------------------- | --------------------------------------- | ----------- |
| 32.  | 1.  | A legigazibb Atlanta (The Most Atlanta)                     | Hiro Murai    | Stephen Glover                          | 2022. szeptember 15. 2022. december 28. | 0,22 millió |
| 33.  | 2.  | A legotthonosabb lovacska (The Homeliest Little Horse)      | Angela Barnes | Ibra Ake                                | 2022. szeptember 15. 2022. december 28. | 0,13 millió |
| 34.  | 3.  | Halni születtem (Born 2 Die)                                | Adamma Ebo    | Jamal Olori                             | 2022. szeptember 22. 2022. december 28. | 0,17 millió |
| 35.  | 4.  | Hipós bőrű (Light Skinned-ed)                               | Hiro Murai    | Stefani Robinson                        | 2022. szeptember 29. 2022. december 28. | 0,15 millió |
| 36.  | 5.  | Munkamorál! (Work Ethic!)                                   | Donald Glover | Janine Nabers                           | 2022. október 6. 2022. december 28.     | 0,12 millió |
| 37.  | 6.  | Crank Dat Killer (Crank Dat Killer)                         | Hiro Murai    | Stephen Glover                          | 2022. október 13. 2022. december 28.    | 0,25 millió |
| 38.  | 7.  | Délibáb-lesen (Snipe Hunt)                                  | Hiro Murai    | Francesca Sloane                        | 2022. október 20. 2022. december 28.    | 0,11 millió |
| 39.  | 8.  | Balfék a kéznél (The Goof Who Sat By the Door)              | Donald Glover | Francesca Sloane és Karen Joseph Adcock | 2022. október 27. 2022. december 28.    | 0,19 millió |
| 40.  | 9.  | Andrew Wyeth: Alfred világa (Andrew Wyeth. Alfred's World.) | Hiro Murai    | Taofik Kolade                           | 2022. november 3. 2022. december 28.    | 0,13 millió |
| 41.  | 10. | Álom volt az egész (It Was All a Dream)                     | Hiro Murai    | Donald Glover                           | 2022. november 10. 2022. december 28.   | 0,22 millió |